# 超機動暴発蹴球野郎 リベロの武田
『超機動暴発蹴球野郎 リベロの武田』（ちょうきどうぼうはつサッカーやろう リベロのたけだ）は、にわのまことによるサッカー漫画。『週刊少年ジャンプ』（集英社）にて1991年13号から1992年50号の間連載された。単行本は全9巻。
主人公の武田弾丸が埼玉県の「あけぼの高校」サッカー部に入部して全国大会出場を目指す物語で、作中のギャグの多さと常軌を逸した必殺技が頻繁に登場することが特徴である。本項目では続編『超機動暴発蹴球野郎 リベロの武田 〜2002年世界飛翔編〜』についても記述する。

## ストーリー
サッカー好きの武田弾丸は高校1年生の春、サッカー部のある高校を探し求め13回もの転校を繰り返した後、あけぼの高校のサッカー部へ入部する。弾丸はプレー経験の少ない素人ながらもボールへの執着心と運動量が認められて、最後尾のリベロ（ディフェンダー）のポジションを獲得する。あけぼの高校は麻宮道夫や豊臣三郎を擁する黄昏学園高校との練習試合に挑むと、弾丸の超絶プレーもあり善戦するが終了間際に弾丸がオーバーヘッドキックでオウンゴールを決めてしまい敗れる。この試合でリベロとしての自信を得た弾丸は、必殺シュート「バズーカ・チャンネル」を編み出す。
あけぼの高校はインターハイ予選に挑むと、白鳥浪美夫や水島大和を擁する土砂一高校や、由井兄弟を擁する風神高校を下して決勝進出を果たすが、今川雷丸や平賀源外を擁する雷電工業に敗れ代表校の座を逃す。インターハイ予選の快進撃も冷めやらぬ中、あけぼの高校の面々は高校選手権予選に向けて練習に励むが、突如としてムエタイ部の藤堂影虎とトラブルになる。弾丸と藤堂は互いの部の吸収合併をかけた異種格闘技戦で勝負を決することになり、「バズーカ・チャンネル」で藤堂からノックアウトを奪い部の存続を果たすと同時に、藤堂を新メンバーに加える。
そんな中、弾丸の父・武田機関銃がJリーグに参入する埼玉ガラパゴスFCの監督に就任することになり、人材発掘の一環として埼玉県下の高校選抜チームとの対戦が決まる。試合は弾丸をはじめ埼玉高校選抜の面々が超絶プレーを繰り出してプロ選手達を圧倒し5-0と大量リードを奪う。これを見かねた機関銃が試合に乱入し、弾丸と1対1のバトルを繰り広げるところで物語を終える。

## 登場人物

### 主要人物
武田 弾丸（たけだ たま）
本作の主人公、ポジションはリベロ。身長147cm。あけぼの高校1年生。背番号0。
幼少の頃からサッカー好きでありながら様々な事情が重なり、高校入学までプレー経験がなかったが、持ち前のボールへの執着心と数歩でトップスピードに至る瞬発力と運動量を見込まれてレギュラーとなった。目立ちたがりの性格であり、当初はフォワードを希望していたが、マネージャーである春日からリベロの真の意味をアドバイスされたことを契機にリベロを天職と考えるようになる。必殺技は「バズーカ・チャンネル」であり、「バズーカ・チャンネル・串刺しモード」や、「バズーカ・チャンネル・ブリットボール」などの派生技がある。目標とする選手は当時のイタリア代表DFでACミランのフランコ・バレージ。水墨画が得意。バームクーヘンが好物。
得意技はバズーカチャンネルの他に、両踵でリフトしながらドリブルをする｢消えるドリブル｣、ボールにバックスピンをかけて身体に上らせる｢カタパルト･アタック｣(ここに上杉がヘディングを決めたりする)、リオデジャネイロ･パラダイスのみなさんを呼んで踊る｢コーヒー･サンバ｣、藤堂影虎の必殺シュート｢タイガーナパーム｣に｢バズーカ･チャンネル｣をボレーで重ね撃つ合体技｢アトミック･チャンネル｣などがある。
武田 機関銃（たけだ きかんじゅう）
弾丸の父であり、メキシコ五輪日本代表選手。
ブラジルに渡った後に行方不明になるが、「南米から精神が電送された」と称してコメディリリーフとしてたびたび登場する。最終回前に突如、Jリーグチーム「埼玉ガラパゴスF.C」の監督に就任。会見の場では負傷した雷丸を同席させ、高校サッカー界の過密スケジュールを非難する。バズーカチャンネルを使いたがる。
武田 球江（たけだ たまえ）
弾丸の母にして、機関銃の妻。行方不明の夫に代わって弾丸を1人で育てた。美人で巨乳のナイスボディ。

### あけぼの高校
上杉 不破人（うえすぎ ふわと）
サッカー部の1年生でポジションはフォワード。背番号9。174cm、62kg。
生真面目な性格であり、国立競技場でプレーすることを目指している。守備を度外視して攻め上がる弾丸とたびたび衝突をしており、サッカー部の「真のエース」の座を賭けて張り合っている。実家は｢八百杉｣という八百屋。父は爆人(ばくと)母は光子(みつこ)、妹に美穂(みほ)がいる。
威力の高いミサイルのようなシュートを撃つため、｢特にどうということは無いが熱いものを感じさせる｣と雷丸に言わしめた。
北条 時彦（ほうじょう ときひこ）
サッカー部のキャプテンで3年生。ポジションはミッドフィールダー。背番号10。
不真面目な部員の中で例外的に常識人であり、素人同然だった弾丸の潜在能力に注目して入部を認めると同時に彼をリベロに配置させ、（マネージャーの春日の手助けもあって）後に快進撃のきっかけを作る。
真面目だが少し抜けている所もあり、弾丸のギャグに巻き込まれたり被害に遭ったりする。商店街でのインターバル･トレーニングの際、道行くおばさんの間をフェイントをかけてすり抜けるという技を披露した時に｢グリコ･ジャイアントコーン｣をチョイスして奪えれば大したものだ、と言っていた（この当時、あけぼの高サッカー部は町の恥として悪い方で有名であり、商店街でその姿を見た者から石を投げられるほど嫌われていた）。
春日 翔子（かすが しょうこ）
あけぼの高1年生でサッカー部のマネージャー。159cm、？kg。フォワードを志望しリベロへの転向を嫌がる弾丸に対し、「フィールドを自由に動き回ってシュートを決めればいい」と説き伏せる。同時にリベロのイタリア語訳である「自由（春日本人は「自由な人」と言った）」を教え、弾丸をリベロに目覚めさせた。
黄昏学園のエース、麻宮道夫に好意を寄せられているが、本人は麻宮のことが｢昔から超苦手｣らしい。
同じ一年生の上杉、小早川と仲が良い。不破人、進くん、と呼ぶ。
色んな試合のスコアブックをつけたり、翔子ちゃん情報を集めていたりする。それに加え弾丸や菊麻呂のギャグにツッコミを入れたりと苦労が絶えない。
球小路菊麻呂（たまのこうじ きくまろ）
あけぼの高校1年生FW。背番号は12。151cm、47kg。コメディリリーフ。平安貴族の末裔で蹴鞠が得意なことから、あけぼの高サッカー部に入部。古くから伝わる「蹴鞠道五球書」に書かれている必殺シュートを使う。必殺シュート「竜巻蹴足」を撃つと、涙・鼻汁・唾液が一気に出る「どりぃ症状」が後遺症で訪れる。
あけぼの高校サッカー部は弱いからすぐにレギュラーになれると聞いていたものの、バレーのスパイクでシュートをしたり、オフサイドの意味が分からなかったりなどサッカーのルールを知らなかったため入部からしばらくは翔子にルールを教えてもらった。
バズーカ･チャンネルと同じ｢竜巻蹴足｣の他にも｢百足蹴足｣や｢袈裟懸け蹴足｣｢臨戦格闘蹴足｣などの技を持つがあまり役に立ったことはない。
自分も｢バズーカ･チャンネル｣のようにかっこいい横文字が使いたいという理由で絶好のシュートチャンスに用いた名前は｢NHK教育チャンネル｣。白鳥にしっかりとキャッチされた。
作者によると後に京都に転校させ、全国大会のライバルにする構想があった。
藤堂 影虎（とうどう かげとら）
あけぼの高校1年生FW。176cm、64kg。必殺シュートは｢タイガー･ナパーム｣。インターハイ予選後に登場した、ムエタイ志望の一年生。サッカー部をムエタイ部にしようとサッカー対ムエタイの異種格闘技戦を仕掛けるが、敗北してムエタイ部部長兼サッカー部員になった。サッカー部にサンドバッグを持ち込む。
一学期にほとんど授業に出ていなかったため、上杉、春日、小早川の1年生三人に名前を忘れられていた。
弾丸の父・機関銃が新聞から精神だけ出て来た際に理解が追いつかず頭を抱えていた。
ゴードン小松校長
あけぼの高校の校長。あけぼの高校サッカー部OB。いつもジョウロを持って草花に水をやっている。髪はカツラである。

### 黄昏学園高校
麻宮 道夫（あさみや みちお）
私立黄昏学園1年生FW。背番号は10。弾丸のストーリー上のライバル的存在。ブーメランショットという必殺シュートを持つ。キザ男であり常にバラの造花を持参している。あけぼの高サッカー部マネージャー・翔子に惚れているが全く相手にされていない。黄昏学園サッカー部のアイドル的存在で練習試合でも女生徒の黄色い歓声が飛び交う。翔子に振られた際、｢こいつでも振られることがあるのか｣と周りに言われた。
豊臣三郎（とよ とみさぶろう）
黄昏学園1年生MF。背番号は14。153cm、45kg。苗字は「豊臣」ではなく「豊」。ギャグ担当で武田や菊麻呂とセットで余計なことを言ってはツッコミを受けている「猿のごとき容姿と知性を持つ男」。トイレが長いため、後半戦にしか出てこない。
五味洋之（ごみ ひろゆき）
黄昏学園3年生DF。主将。武田と同ポジションのリベロだが、攻撃は麻宮や豊ら前線に任せており武田と対極をなす存在として位置づけられている。眉毛が太いことを地味に気にしており、出場の際に女子の一団から眉毛コールされたときには、怒り狂ってパイプ椅子を持ちながら追いかけたほど。

### 春雨高校
石田堅吾（いしだ けんご）
春雨高校のFW。181cm、102kg。ボディビルダーのような体格。傲慢で自己中心的な性格で周囲を振り回すことが多い。春雨の布陣は石田のみ攻撃して残り10名全員で守備を行う「ワン・トップ」型であり、石田はあけぼのとの対戦でチームプレイに目覚めるも、超攻撃型のプレイスタイルで最後まで戦った。26の秘密があるらしい。
蹴るボールが石のように重く（チームのバスに乗り遅れた弾丸が春雨のバスに乗せて貰った時に、その代償として喰らっている）、特に「ストーンヘンジ」と名付けている必殺シュートは速度が遅い代わりに、並みのキーパーでは余りの圧力と重さでゴールに押し込まれてしまうほどの強烈な圧力が込められている。
しかし弾丸たちがキーパーの黒田を総力挙げて守ったことで形勢を逆転され、春雨高校は予選１回戦で涙を飲む羽目になる。敗退後、「覚えてろよ、このクソ武田ー！」と弾丸に雪辱を果たすこと（半ば復讐）を誓った。
笹本 浩一(ささもと こういち)
春雨高校3年生キャプテンMF(DF)。172cm、61kg。パスを待つだけの石田にチームは苛立つが、ウチにはお前しかいない、と笹本は負傷しながらもパスを出す。
埼玉高校選抜にも選ばれる実力の持ち主。

### 土砂一高校
白鳥浪美夫（しらとり ろみお）
弾丸の悪友。土砂第一実業(土砂一)のGK。日本人離れした筋肉質の巨体と辮髪が特徴。元々野球をしていたが「野球は坊主頭にしなくてはいけない」「もうすぐプロサッカーが出来る」「サッカーの方が女の子にモテる」という理由でサッカーに転向した。なぜかユニフォームはモンゴル相撲スタイル。
必殺技は「イジメの結界」と「モンゴリアンチョップ」。特にモンゴリアンチョップは相手の首の付け根を左右同時に打ち据えるという反則そのものな技だが、とてつもない速さで打ち込むため、審判が目視できず反則が取られない。ハーンと名付けた馬を飼っており、馬に乗った状態で武田たちの試合を観戦に来たことがある。
水島 大和（みずしま やまと）
土砂一1年生MF。ブラジルに居た時に武田の父からバズーカ・チャンネルを伝授されている。必殺技は「ジャポネス・サンビスタ」「ガンマ・ウェーブ（武田のものとは違い、『踊る』バズーカ・チャンネル）」。バズーカ・チャンネルを打った際に呼吸困難の後遺症が出る。
ドリブルは天才的だがシュートが致命的に下手なために｢ジャポネス･サンビスタ｣というドリブルシュートを会得するが、弾丸の｢ボン･ダンス(盆踊り)｣にリズムを狂わされ失敗する。
小田
土砂一のキャプテン。鼻毛がたくさんある。

### 風神高校
由井 寛太郎（ゆい かんたろう）
ヒゲと金髪アフロという風貌で、弾丸に｢山賊｣と呼ばれた。風神高校FWの”風使い”（ただし自分たちで任意に風を吹かせることはできない為、無風状態では風を操ることはできない）。双子の弟の紋次郎との合体技・「サイクロン・バリケード」が必殺技。サイクロンバリケードで武田のバズーカ・チャンネルと菊麻呂の竜巻蹴足をはじき返すが、武田が偶然放った、バズーカ・チャンネル田楽刺しモードで破られる。
｢サイクロン･バリケード｣の他に障害物を迂回するシュート｢タイフーン･ランチャー｣や｢上昇風｣｢下降風｣｢砲撃突風｣など様々な風を使う。
山奥で両親と4人暮らしをしていたが酷く貧しい生活だったため、サッカーで有名になり両親に恩返しをするという夢がある。
由井 紋次郎（ゆい もんじろう）
風神高校FW。寛太郎の双子の弟。双子ではあるが兄の寛太郎とは違い美形。腰まである金髪の長い髪が特徴。
室田
風神高校3年生キャプテン。ダンボール素材の甲冑(本人はアーマーだと言っていた)に身を包み、由井兄弟の夢のために盾になろうとするが、バズーカ･チャンネル ブリット･ボールが額に刺さりゴールを許す。甲冑の費用は300円である。

### 雷電工業高校
今川 雷丸（いまがわ いかづちまる）
雷電工業電気科2年C組。正GK。背番号は1。195cm、80kg。身長195cmの長身ではあるが、非常に高い身体能力を持っている（PK戦で相手がシュートした後に動いても余裕で止められるほど）。体質なのか両手が帯電しており（両手の指を合わせるとキャップの電圧計の針が反応する）、その体質を利用した「マグネットセービング」が必殺技。
よく他校の試合を視察し、各選手の癖などを把握している。
非常に短気な性格（本人曰く、「背も高ければプライドも高い」）。麻宮に｢あまり調子に乗るな｣と言われ激怒し、オーバーハンドで怪我をしている麻宮の足首にボールを投げつけた。なお、麻宮はその威力で転倒している。
バズーカ･チャンネルを止めた唯一のGK。県大会決勝において、あけぼの高校の全国大会進出を阻んだが、その試合での無理がたたって腕を骨折し、全国大会では2回戦で敗北。よく武田や豊に名前を「カナヅチ丸」と間違えられる。天龍源一郎のテーマ曲｢サンダーストーム｣を口ずさむ。態度も大きくプライドも高いが、年上の人間にはやや従順である。
平賀 源外（ひらが げんがい）
雷電工業キャプテンでMF。180cm、68kg。一人称は「アッシ」語尾に｢ヤンス｣。雷電工業のエースストライカーではあるが、戦力温存のためか県大会決勝戦まで出場していなかった。子供のころからサッカーは好きだったが、当時は虚弱体質のためサッカーの仲間に入れてもらえず、そんな自分を変えるために身の回りのものをトレーニング器具に改造して驚異的な肉体を得る。趣味は発明で手動のハンディカメラの｢記録箱｣、携帯式折りたたみハシゴ、登場したときに乗ってきた｢人力飛行機｣など。必殺技は自身の発明したトレーニング機器で編み出した「電光ヘッド」など。
磁空 壊(じくう かい)
雷電工業1年でMF。165cm、58kg。源外キャプテンの抜擢により決勝戦に出場する。雷電での練習の後に一人で練習しているところを源外に目撃されている。20メートル以上離れた場所からボールを蹴り、積み重ねた空き缶を一つずつ倒すという腕を持つ。照れ屋であがり症のうえ優しすぎる性格のため実力が出し切れていなかったと源外が語っている。
試合に負ければ、磁空を推薦した源外が監督から罰を受けてしまう(電気イスの刑)と聞いた磁空は自分のせいで源外にそんなことはさせられないと実力を発揮する。
初登場の際、観客から｢かわいー♡｣と歓声が上がった。
高松
雷電工業3年生。あけぼの高校キャプテン北条の肩が膝の裏に衝突し、負傷する。痛みで騒いでいる所を雷丸に｢さっさと代わってください、邪魔ですから｣と言われショックを受けていた。
久保
雷電工業2年生FW。背番号は12。雷丸とよく一緒にいる。｢宇宙猿人ゴリ｣と弾丸に言われ怒っていた。独特な髪型やピアスをしていたり、オシャレに気を使っているようである。

## 用語
埼玉県立あけぼの高等学校
武田弾丸が通う高校。サッカー部は県予選で万年1回戦敗退の弱小チームであり、部員も上杉や北条を除いて殆どやる気のない状態だった。
守備の脆さが最大の弱点だったが、北条の発案により素人同然の弾丸をリベロにコンバートしたことや、弾丸の常識外れのプレーの数々もあってインターハイ予選では快進撃を見せたが、決勝となった対雷電工業戦で、今川雷丸の鉄壁の防御に阻まれて敗退する。
バズーカチャンネル
武田弾丸や武田機関銃が得意とする必殺シュート。脳波のうちの「α波」を「ハラホロヒレ波」に切り替え、ハイテンションな状態からバズーカ砲並みの威力を生み出す。脳波の安定している者が使用する場合は影響はないが、脳波が乱れている弾丸がこのシュートを使用すると後遺症により幼児化する。
後遺症
｢自らの意思で自らの脳波をコントロールするから撃ったあとに後遺症が出る｣と水島大和が語っている。水島大和の酸欠状態や菊麻呂のどりぃ状態、弾丸の幼児返り症候群。
私立黄昏学園
麻宮道夫、五味洋之、豊臣三郎が通う高校。サッカーの名門である。監督は水原。
埼玉県立雷電工業高校
今川雷丸、平賀源外、磁空壊が通う高校。監督は田畑。
今川の特異体質を活かした技「マグネットセービング」によって、これまで一点も取られた事が無い鉄壁の防御を誇る。県大会決勝となった対あけぼの高校戦で「バズーカ・チャンネル」をも防ぎきって全国大会出場を決めたものの、今川が「バズーカ・チャンネル」を止めた際の無理がたたって腕を骨折してしまったために戦線離脱を余儀なくされ、全国大会2回戦で敗退している。

## 超機動暴発蹴球野郎 リベロの武田 〜2002年世界飛翔編〜
連載終了から10年後の2002年に、『MANGAオールマン』（集英社）No,9からNo,12まで短期連載された続編。全4話。アフリカのジャングルの奥地で生活していた武田弾丸がサッカー日本代表の切り札として代表に招集されることになり、グランドカップに挑むストーリー。作者のにわのは「ファンの方には喜んでいただいたが、ワールドカップ直前の企画モノという性質上、お祭り的な展開はやむを得ず、十分描き込むまでには至らなかった」と評している。

### ストーリー
アフリカに渡ったまま行方知れずとなっていた弾丸がジャングルの奥地で見つかり、日本代表に招集されるため帰国する。監督のアラン・パティシエは弾丸を時代遅れのポジションとなっていたリベロではなく、フラット3の中央での起用を宣言し、そのテストとして上杉、麻宮、水島をはじめとした元・埼玉高校選抜と試合を行うことになる。試合は日本代表が元・埼玉選抜の上杉に先制点を許し、弾丸とDF陣との連携がかみ合わず崩壊寸前になるが、攻撃参加の封印を解いた弾丸が本来の攻撃力を爆発させ1-1のスコアで引き分ける。試合後、弾丸は全盛期をすでに過ぎ代表入りを逃した仲間たちからグランドカップでの活躍を託される。
グランドカップ直前の最終テストマッチで日本代表は世界最強と称されるフランス代表と対戦。弾丸はワールドクラスの選手達とのプレーを楽しみ、決勝ゴールを決める場面で物語を終える。

### 2002年世界飛翔編からの登場人物
アラン・パティシエ
日本代表監督。アフリカのサッカークラブを指揮していた当時、弾丸の活躍を目の当たりにした経験があり、グランドカップ直前になり代表チームに招集。彼を本来のリベロではなく、フラット3の中央での舵取り役に抜擢する。
佐伯 ジロー（さえき ジロー）
日本代表のストライカー。代表経験のない弾丸の先発起用に不満を露わにする。弾丸の高校時代のチームメイト・上杉不破人に憧れている。
ジョロリーヌ・ヂョダン
フランス代表のエースであり世界屈指のファンタジスタ。巧みなフェイントと狡猾さで弾丸を翻弄する。

## 書誌情報
- にわのまこと 『超機動暴発蹴球野郎 リベロの武田』集英社〈ジャンプコミックス〉、全9巻
  1. 1991年8月発売、ISBN 4-08-871251-X
  2. 1991年10月発売、ISBN 4-08-871252-8
  3. 1992年1月発売、ISBN 4-08-871253-6
  4. 1992年3月発売、ISBN 4-08-871254-4
  5. 1992年6月発売、ISBN 4-08-871255-2
  6. 1992年8月発売、ISBN 4-08-871256-0
  7. 1992年11月発売、ISBN 4-08-871257-9
  8. 1993年1月発売、ISBN 4-08-871695-7
  9. 1993年4月発売、ISBN 4-08-871696-5
- にわのまこと 『超機動暴発蹴球野郎 リベロの武田 2002年世界飛翔編 - にわのまこと短編集2』集英社〈SCオールマン〉、全1巻
  1. 2002年7月発売、ISBN 4-08-782690-2